# Hecatera weissi
Hecatera weissi là một loài bướm đêm thuộc họ Noctuidae. Loài này có ở miền nam châu Âu, Bắc Phi, Thổ Nhĩ Kỳ, Israel, Jordan và Ả Rập Xê Út.
Con trưởng thành bay từ tháng 1 đến tháng 4 trong các vùng bán khô hạn và từ tháng 3 đến tháng 5 ở các vùng ôn đới. Có một lứa một năm.

## Phụ loài
- Hecatera weissi weissi
- Hecatera weissi levantina